# John Gugala
John J. Gugala (ur. 1 listopada 1927, zm. 20 czerwca 2002) – amerykański baseballista.
W latach 40. XX wieku, Gugala studiował na University of Illinois at Urbana-Champaign, gdzie w latach 1947-1949, grał w drużynie uniwersyteckiej Illinois Fighting Illini. W 1949 roku, podpisał kontrakt z Chicago White Sox, jednak przez trzy sezony występował tylko w klubach farmerskich tego zespołu.

## Statystyki w minor leagues
Sezon zasadniczy
| Sezon              | Klub                                                | G   | PA | AB  | R  | H   | 2B | 3B | HR | RBI | SB | CS | BB | SO | BA    | OBP | SLG   | OPS |
| ------------------ | --------------------------------------------------- | --- | -- | --- | -- | --- | -- | -- | -- | --- | -- | -- | -- | -- | ----- | --- | ----- | --- |
| 1949               | Hot Springs Bathers (klub farm. Chicago White Sox)  | 47  | NO | 155 | NO | 51  | 5  | 0  | 0  | NO  | NO | NO | NO | NO | 0,329 | NO  | 0,361 | NO  |
| 1950               | Superior Blues (klub farm. Chicago White Sox)       | 66  | NO | 186 | NO | 42  | 5  | 4  | 0  | NO  | NO | NO | NO | NO | 0,226 | NO  | 0,296 | NO  |
| 1950               | Waterloo White Hawks (klub farm. Chicago White Sox) | 16  | NO | 44  | NO | 8   | 1  | 0  | 0  | NO  | NO | NO | NO | NO | 0,182 | NO  | 0,205 | NO  |
| 1953               | Topeka Owls (klub farm. Chicago White Sox)          | 60  | NO | 186 | NO | 30  | 7  | 0  | 0  | NO  | NO | NO | NO | NO | 0,161 | NO  | 0,199 | NO  |
| Łącznie w karierze | Łącznie w karierze                                  | 189 | NO | 571 | NO | 131 | 18 | 4  | 0  | NO  | NO | NO | NO | NO | 0,229 | NO  | 0,275 | NO  |